# 溫大雅
溫大雅（6世纪574年前—629年），字彥弘，唐初并州祁（今山西省祁縣）人。
出身官宦之家，其父溫君悠（溫君攸），官至隋朝泗州司馬。溫大雅有弟溫大臨（溫彥博）、溫大有，大雅兄弟小時候，薛道衡稱其兄弟皆有卿相才。温大雅入仕为东宫学士、长安县尉，以父忧去职。大業十一年（615年），李淵為太原留守時，以大雅為留守府記室參軍，專掌文书起草等机要工作，随军撰成《大唐创业起居注》，记李渊雄才大略。武德元年（618年），李渊入长安称帝，當時礼仪皆由大雅等人制订。任黄门侍郎、陕东道大行台、工部尚书等职。後為秦王李世民所重用。
玄武門之變後，擢升禮部尚書，受爵黎國公。贞观三年（629年），久劳成疾，病逝长安，谥号孝。高宗朝追赠“尚书右仆射”。著有《大丞相唐王官属记》二卷、《今上王业记》六卷和《大唐創業起居注》三卷。史称“诸温儒雅清显……皆抱廊庙之器，俱为社稷之臣。”

## 子女
- 子：温无隐，贞观十五年为通事舍人，显庆年官工部侍郎，终瀛洲刺史。温无隐女晋阳郡君嫁太中大夫、泗州刺史赵本质。
  - 孙：温克让
  - 孙：温克明
  - 孙：温晋昌
- 子：温释允，坊州刺史。